# دانشگاه جیمز مدیسون
دانشگاه جیمز مدیسون (به انگلیسی: James Madison University) یک دانشگاه تحقیقاتی دولتی در هریسونبرگ واقع در ایالت ویرجینیا آمریکا است که در سال ۱۹۰۸ میلادی بنیان‌نهاده شده‌است.

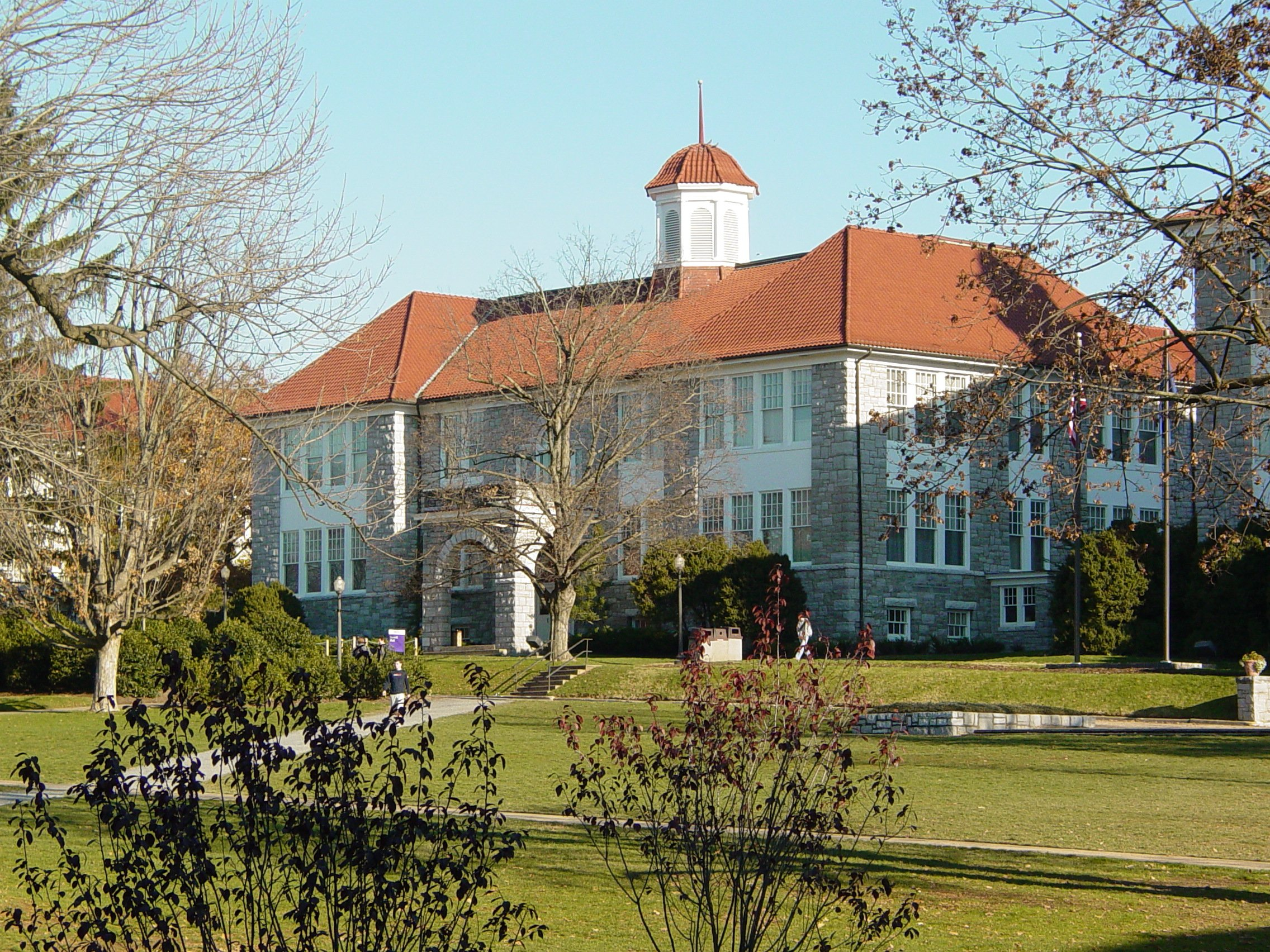
ساختمان «کزل»
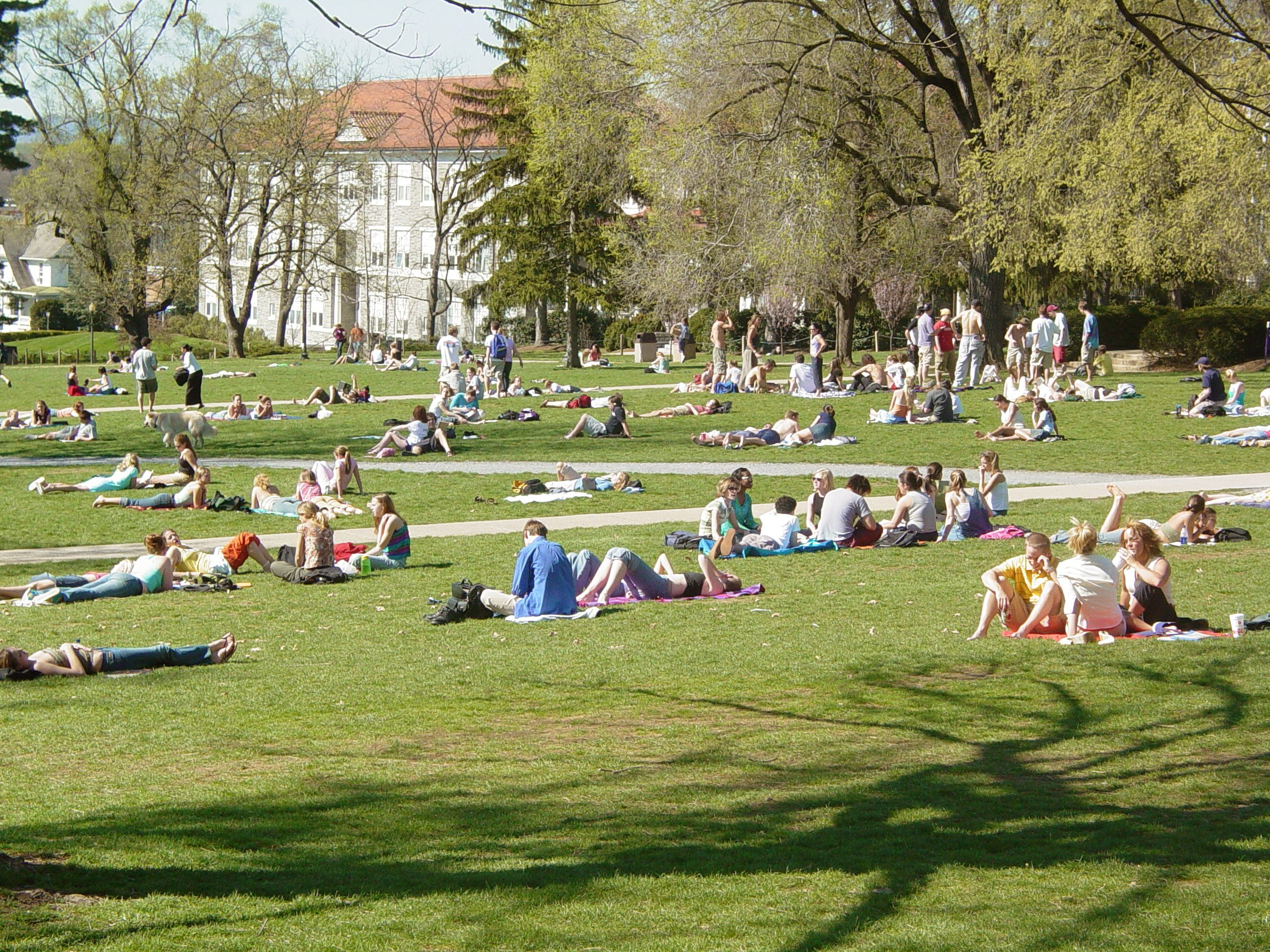
دانشجویان در محوطه چمن دانشگاه